# إدوين ويليام ستيفنز
إدوين ويليام ستيفنز (بالإنجليزية: Edwin William Stephens)‏ هو صحفي أمريكي، ولد في 21 يناير 1849 في كولومبيا في الولايات المتحدة، وتوفي في 23 مايو 1931.